# Tismana (okręg Mehedinți)
Tismana – wieś w Rumunii, w okręgu Mehedinți, w gminie Devesel. W 2011 roku liczyła 122 mieszkańców.